# Jim Burnstein
Jim Burnstein ist ein US-amerikanischer Drehbuchautor, Filmproduzent und Schauspieler. Des Weiteren arbeitet er als Hochschullehrer am College of Literature, Science, and the Arts an der University of Michigan.

## Leben und Karriere
Burnstein, der seine Studienzeit mit einem Bachelor of Arts in Englisch beendete, besuchte in seiner Jugend eine Law School und war danach als freiberuflicher Journalist und Werbefachmann in Birmingham im US-Bundesstaat Michigan aktiv. Seinen Weg zum Film und zu seiner Laufbahn als Drehbuchautor kam er durch Ed Asner, der ihn von Anfang an unterstützte und ihn auch in Kontakt mit anderen Schreibern brachte. Dazu kamen auch noch einige Verträge, die Burnstein angeboten bekam. Auch Asner wollte ihn als Drehbuchschreiber zur Anfang der 1970er erfolgreichen Fernsehshow Mary Tyler Moore holen, entschied sich aber nach dem Lesen einiger Skripte doch dagegen.
Weiters stand er in dieser Zeit auch in Kontakt mit dem 2004 verstorbenen Ray Stark, sowie mit dem Schauspieler Timothy Hutton, bei denen er mit seinen Drehbüchern allerdings auch nicht weiter überzeugen konnte. Im Jahre 1994 wurde er für den Film Mr. Bill (u. a. mit Danny DeVito in der Hauptrolle) als Drehbuchautor angeheuert, wo er in das Drehbuch auch seine Arbeit als Lehrer an der Selfridge Air National Guard Base einfließen ließ. Im gleichen Film hatte Burnstein zusammen mit seinem Sohn Gabe einen Cameoauftritt, wo sie als Zuschauer beim Spiel der Tigers hinter Danny DeVito zu sehen waren. Insgesamt musste Burnstein das Skript zu Mr. Bill sieben Mal neu schreiben, bevor der Film endlich in Produktion gehen konnte. Dieser Prozess dauerte über zehn Jahre.
Gleich nach der Veröffentlichung des Filmes wurde Burnstein 1995 als Gastdozent an seine alte Wirkungsstätte, die University of Michigan, geholt, wo er die Studenten unterrichtete. Nach rund zwei Jahren ohne nennenswerte Arbeit in Film und Fernsehen wurde im Jahre 1996 der Film Mighty Ducks 3 – Jetzt mischen sie die Highschool veröffentlicht, bei dem unter anderem Steven Brill, Kenneth Johnson und Jim Burnstein das Drehbuch schrieben. Im Jahre 1997 war Burnstein auch in einigen Episoden von The Wonderful World of Disney, einer im Jahre 1997 wieder aufgenommenen Walt-Disney-Produktion als Schreiber zum Einsatz.
Nach der fixen Verpflichtung als Hochschullehrer an der University of Michigan kam Burnstein, dessen Skripte neben Danny DeVito auch anderen international Schauspielgrößen wie Tom Hanks lasen, mit dem Schreiben für namhafte Film- und Fernsehproduktionen etwas zu kurz. Erst im Jahre 2004 wurde er beim Fernsehfilm Naughty or Nice als Drehbuchautor genannt. 2007 folgte ein Engagement bei Ruffian – Die Wunderstute, wo er abermals das Drehbuch schrieb. Im darauffolgenden Jahr übernahm Burnstein die Rolle als Produzent des Films Ocean of Pearls, sein erster Film in dieser Tätigkeit. Neben seinem Engagement an der University of Michigan ist Burnstein auch Vizepräsident des Michigan Film Office Advisory Council und war Befürworter eines im Jahre 2008 in Kraft getretenen Film-Gesetzes in Michigan, das die Filmproduktion im Bundesstaat danach maßgeblich beeinflusste und veränderte. Des Weiteren ist Burnstein weiterhin als Drehbuchautor für Film und Fernsehen aktiv und hat bereits einige weitere Drehbücher geschrieben, die sogar schon mit Arbeitstiteln versehen sind und auf einen Produzenten warten.

## Familie / Privates
Mit seiner Frau Cindy hat Jim Burnstein drei Kinder, wobei sein Sohn Gabe bereits ein wenig Schauspielerfahrung sammeln konnte und unter anderem bereits an der Seite seines Vaters in Mr. Bill zu einem Cameoauftritt kam.

## Filmografie

### Als Drehbuchautor
- 1994: Mr. Bill
- 1996: Mighty Ducks 3 – Jetzt mischen sie die Highschool
- 1997: The Wonderful World of Disney
- 2004: Naughty of Nice
- 2007: Ruffian – Die Wunderstute
- 2013: Love and Honor – Liebe ist unbesiegbar (Love and Honor)

### Als Produzent
- 2008: Ocean of Pearls

### Als Schauspieler
- 1994: Mr. Bill